# Joey Vera

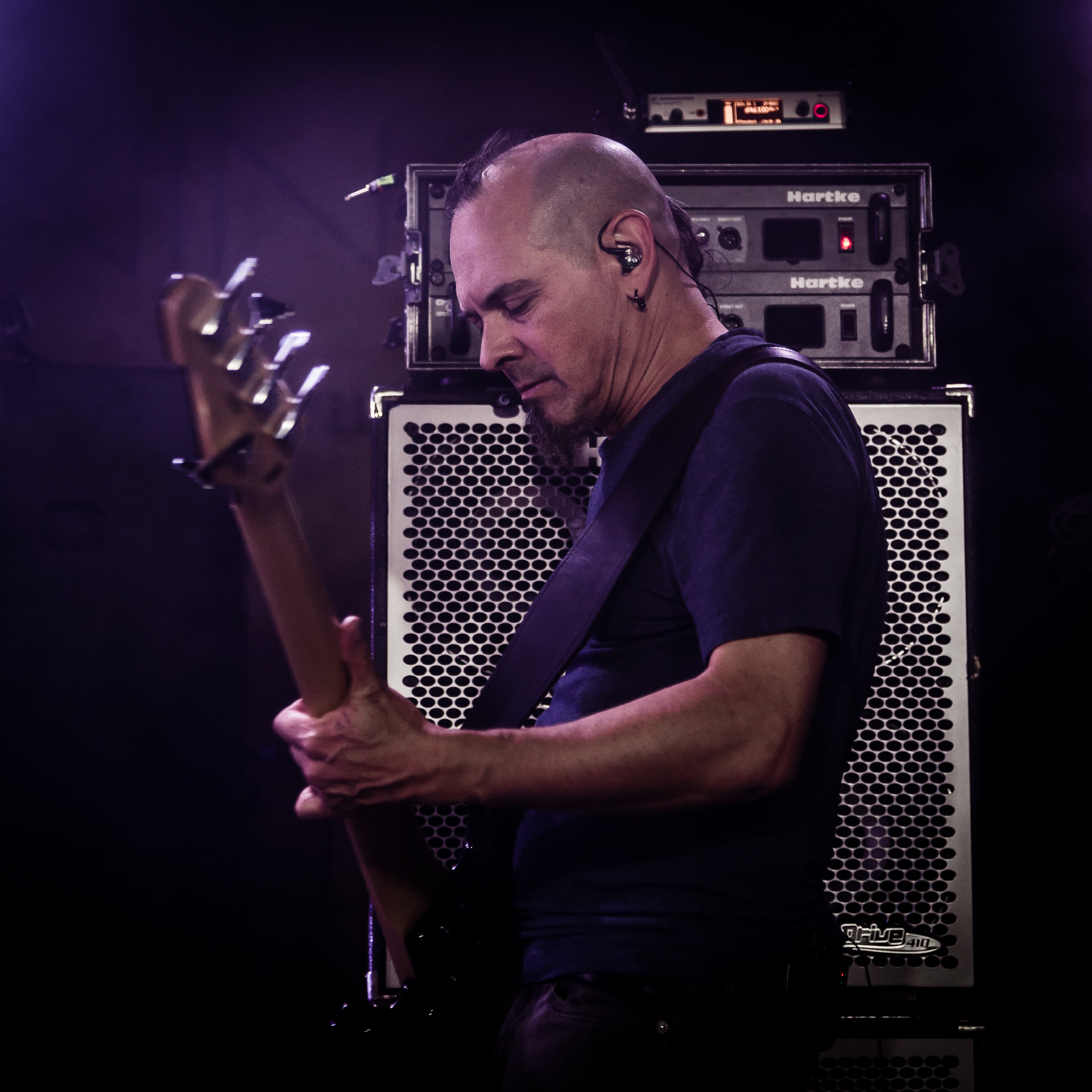
Joey Vera z zespołem Fates Warning na pokładzie klubu A38, Budapeszt, Węgry (2018)

Joey Vera (ur. 24 kwietnia 1963) – amerykański muzyk, kompozytor, wokalista i multiinstrumentalista, a także producent muzyczny i inżynier dźwięku. Vera znany jest przede wszystkim z wieloletnich występów w grupie Fates Warning, w której pełni funkcję basisty. Z przerwami od 1982 roku gra w zespole Armored Saint. Od 1994 roku prowadzi także solową działalność artystyczną. W latach 2004–2005 współpracował z formacją Anthrax. Współpracował także z grupą Office of Strategic Influence. 

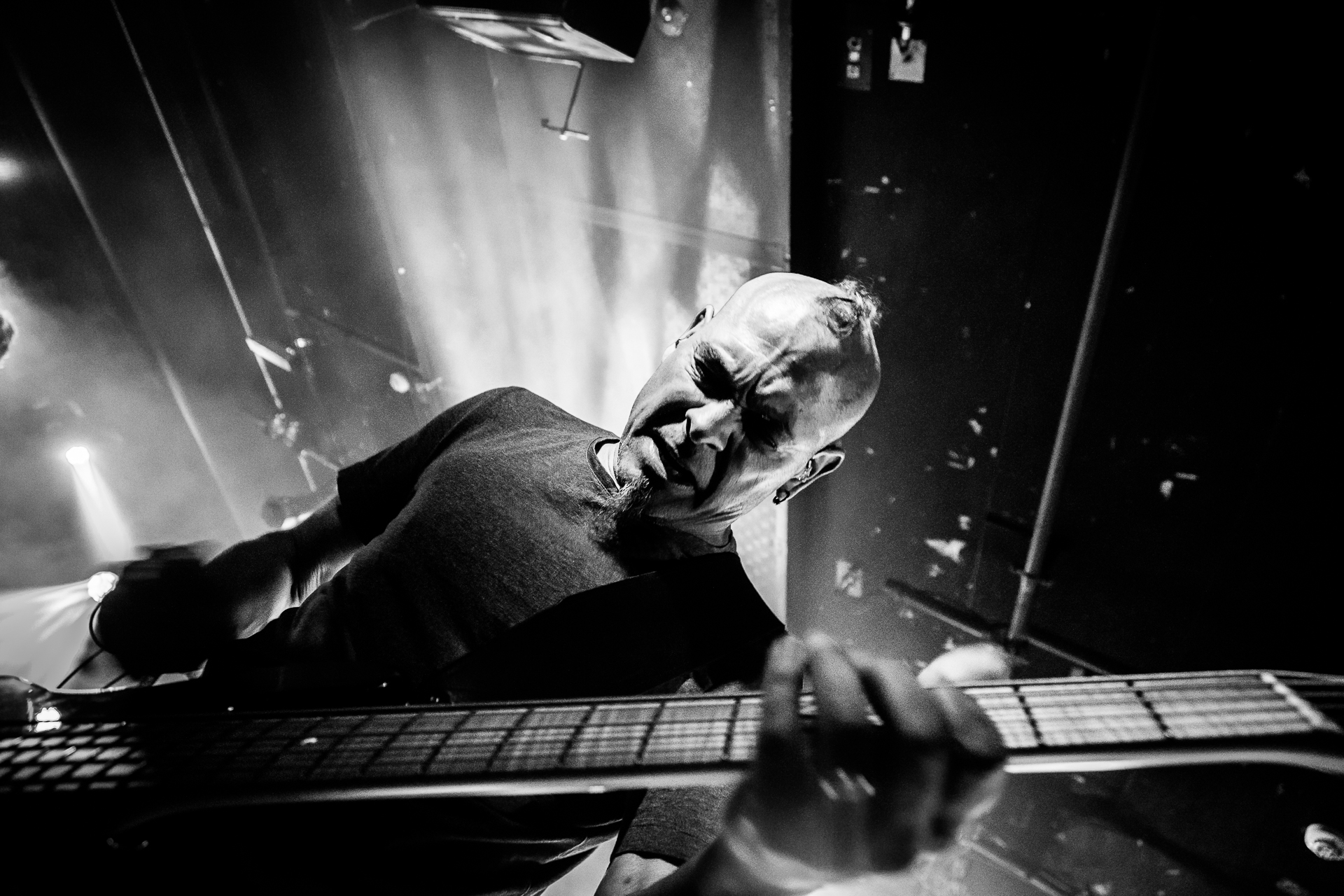
Joey Vera z zespołem Fates Warning na pokładzie klubu A38, Budapeszt, Węgry (2018)

## Dyskografia
- Joey Vera – A Thousand Faces (1994, Metal Blade Records)[8]
- Fates Warning – A Pleasant Shade of Gray (1996, Metal Blade Records)
- Lizzy Borden – Terror Rising (1997, Metal Blade Records)[9]
- Chroma Key – Dead Air for Radios (1998, Massacre Records)[10]
- Fates Warning – Still Life (1999, Metal Blade Records)
- Fates Warning – Disconnected (2000, Metal Blade Records)
- Seven Witches – Passage to the Other Side (2003, Sanctuary Records)
- John Arch – A Twist of Fate (2003, Metal Blade Records)
- Fates Warning – FWX (2004, Metal Blade Records)
- Office of Strategic Influence – Free (2006, InsideOut)
- Seven Witches – Deadly Sins (2007, Locomotive Records)
- A Chinese Firedrill – Circles (2007, Progrock Records)
- Arch/Matheos – Sympathetic Resonance (2011, Metal Blade Records)